# Ефе Содже
Ефе Содже (англ. Efe Sodje, нар. 5 жовтня 1972, Гринвіч) — англійський і нігерійський футболіст, що грав на позиції захисника насамперед за нижчолігові англійські команди, а також національну збірну Нігерії.. По завершенні ігрової кар'єри — тренер.

## Клубна кар'єра
Народився 5 жовтня 1972 року в Гринвічі (Лондон). У дорослому футболі дебютував 1996 року виступами за команду клубу «Стівенедж Боро», в якій провів один сезон. Згодом з 1997 по 2000 рік грав у складі команд клубів «Маклсфілд Таун», «Лутон Таун» та «Колчестер Юнайтед».
Своєю грою за останню команду привернув увагу представників тренерського штабу клубу «Кру Александра», до складу якого приєднався 2000 року. Відіграв за команду з містечка Кру наступні три сезони своєї ігрової кар'єри. Більшість часу, проведеного у складі «Кру Александра», був основним гравцем захисту команди.
Протягом 2003—2008 років захищав кольори клубів «Гаддерсфілд Таун», «Йовіл Таун», «Саутенд Юнайтед» та «Джиллінгем».
2008 року уклав контракт з клубом «Бері», у складі якого провів наступні п'ять років своєї кар'єри гравця. Граючи у складі «Бері» також здебільшого виходив на поле в основному складі команди.
Протягом 2013 року також грав на умовах оренди за «Маклсфілд Таун» та «Барроу» .
З 2013 по 2016 рік був одним з тренерів команди «Маклсфілд Таун», за цей час ще декілька разів виходив на поле у її складі.

## Виступи за збірну
2000 року дебютував в офіційних матчах у складі національної збірної Нігерії. Провів у формі головної команди країни протягом п'яти років 12 матчів, забивши 1 гол.
У складі збірної був учасником Кубка африканських націй 2000 року у Гані та Нігерії, де разом з командою здобув «срібло», чемпіонату світу 2002 року в Японії і Південній Кореї.

## Титули і досягнення
- Срібний призер Кубка африканських націй: 2000